# 佐藤博夫
佐藤 博夫（さとう ひろお、1885年11月23日 - 1966年4月15日）は、日本の実業家。

## 来歴
熊本県阿蘇郡北小国村に生まれ、年少期に祖母に連れて、大阪に移住。1904年に岸和田中学を卒業。1907年に箕面有馬電気軌道に入社。
専務を経て、1936年から阪神急行電鉄社長を務め、1943年に陸上交通事業調整法による京阪電気鉄道との統合により、京阪神急行電鉄社長に就任した。
1946年11月に公職追放を受け、社長を辞任したが、1951年に会長として、阪急に復帰し、1951年に阪急不動産の社長に就任し1957年に東宝の会長に就任。1956年に交通文化賞を受賞し、1964年には勲三等旭日中綬章を受章した。
1966年4月15日、老衰のために大阪府箕面市内の自宅で死去。80歳没。